# Alberto Capozzi
Alberto Capozzi (né le 8 juillet 1884 à Sestri Ponente, Gênes et mort le 19 mars 1945 à Rome. (Les dates et lieu données par Treccani Sestri Ponente le 8 juillet 1886 et mort à Rome le 27 juin 1945 sont donc fausses) est un acteur italien. Il est apparu dans plus de 130 films entre 1908 et 1945.

## Biographie
Alberto Capozzi est né dans une famille aisée (son père était armateur) et semble destiné au sacerdoce. En 1905, attiré par la scène, il rejoint la compagnie de théâtre de Virgilio Talli et travaille avec Lyda Borelli, Irma Gramatica et Oreste Calabresi (it).
Découvert par le cinéma, il signe pour la maison de production Ambrosio Film de Turin et endosse le rôle du beau jeune élégant. Après la grande Guerre, il travaille également à l'étranger, en France de 1928 à 1930. Revenu en Italie, avec l'apparition du cinéma sonore, il travaille dans de nombreux films, et, grâce à sa diction parfaite, devient également doubleur. À cette époque, il participe à l'un des plus curieux stratagèmes pour doubler les dialogues en langue étrangère : des scènes étaient ajoutées où les acteurs italiens racontaient ce que les acteurs américains s'étaient dit juste avant.
Il rentre à Gênes en 1942 pour tourner avec Gilberto Govi le film Colpi di timone (it). Sa dernière apparition à l'écran est de cette année, dans le film La freccia nel fianco d'Alberto Lattuada avec Mariella Lotti et Leonardo Cortese. Le tournage du film est interrompu par l'armistice et repris par Carlo Ponti, après la libération de Rome.
Alberto Capozzi repose dans la tombe de famille au cimetière des Pini Storti à Sestri Ponente.

## Filmographie partielle
- 1909 : Louis XI de Luigi Maggi
- 1909 : Parsifal de Mario Caserini
- 1911 : Les Noces d'or ( Nozze d'oro) de Luigi Maggi et Arturo Ambrosio
- 1911 : La Tigresse de Luigi Maggi
- 1911 : Le Roman d'un jeune homme pauvre de Mario Caserini
- 1912 : Mam'zelle Nitouche (Santarellina) de Mario Caserini
- 1912 : Siegfried de Mario Caserini
- 1912 : Le Saint Graal (Parsifal) de Mario Caserini
- 1922 : Die Tragödie eines verschollenen Fürstensohnes d'Alexander Korda
- 1942 : La Farce tragique (La cena delle beffe) d'Alessandro Blasetti
- 1942 : La donna è mobile  de Mario Mattoli
- 1945 : Sept femmes, sept destins (Nessuno torna indietro) d'Alessandro Blasetti